# Msinga
Msinga (officieel Msinga Local Municipality) is een gemeente in het Zuid-Afrikaanse district Umzinyathi.
Msinga ligt in de provincie KwaZoeloe-Natal en telt 177.577 inwoners.

## Hoofdplaatsen
Het nationaal instituut voor de statistiek, Stats SA, deelt sinds de census 2011 deze gemeente in in 93 zogenaamde hoofdplaatsen (main place):
Bhaza • Chunu A • Chunu B • Cwaka • Dolo • Dumbe • Dungamanzi • Ekuvukeni • Emachunwini • Embangweni • Embidlini • Emthaleni • eNhlalakahle • Enyandu • Esifuleni • Esijozini • eSinyameni • Ezingulubeni • Gabela • Ghobo • Gqohi • Gujini • Gunjana • Guqa • Gxobanyawo • Gxushaneni • iNdanyana B • Inhlonze • Jolwayo • Kliprivier • KwaMathonsi • KwaNtabadini • KwaNtonga • Latha • Mabuzela • Macanco • Mahlaba • Majozi • Makhasana • Malomeni • Mambeni • Mandulane • Mashunka • Mathima • Matshematshe • Mawozini • Mazabeko • Mbabane • Mbhono • Mbindolo • Mduna • Mhlangana • Mkhupula • Mkhuzeni • Mngeni • Mnqamukantaba • Mpondweni • Mpopolwane • Msinga NU • Ndaya • Ngabayena • Ngoengeni • Ngubevu • Ngubo • Ngulule • Nhlanhleni • Nhlesi • Nhlonga • Nkamba • Nkonyane • Nqabeni • Nqoleni • Ntababomvu • Ntabakayishi • Ntanyazulu • Ntuli • Nxamalala • Nzala • Nzimane • Ophate • Othame • Othulini • Phakwe • Phalafini • Pomeroy • Sampofu • Sikhaleni • Sinyama • Thulini Lwezulu • Tugela Ferry • Wolwane • Woza • Zenzele.